# The Chronicle Herald
The Chronicle Herald ist eine broadsheet Tageszeitung in Halifax, Nova Scotia, Kanada. Es ist zudem das größte Zeitungsunternehmen in Nova Scotia und erreicht die höchste Auflage von allen Zeitungen in den Atlantischen Provinzen. Die Zeitung ist unabhängig und befindet sich im Besitz der Dennis Family of Halifax.
Der Hauptsitz befindet sich auf der 2717 Joseph Howe Drive.

## Geschichte
Die Zeitung wurde im Jahre 1874 erstmals unter dem Namen The Morning Herald herausgegeben. Die Zeitung entwickelte sich schnell zu einer der größten Tageszeitungen in Halifax. Daneben wurde die Evening Mail aufgelegt, die nachmittags erhältlich war. Die größten Konkurrenten der Zeitung waren The Chronicle in the morning und The Star in the afternoon. 1949 erfolgte ein Zusammenschluss der beiden Herausgeber und somit entstand die The Chronicle-Herald und Mail-Star. 1998 erfolgte die Auflage einer Sonntagsausgabe mit dem Namen The Sunday Herald. 2004 wurden The Chronicle-Herald und Mail Star zusammengelegt aus der die heutige The Chronicle Herald entstand.